# Гемато-тестикулярний бар'єр
Гемато-тестикулярний бар'єр (англ. Blood–testis barrier, BTB) – це складний комплекс структур сім’яника, що забезпечує високу вибірковість транспорту речовин усередину сім’яних канальців, бере участь у регуляції сперматогенезу, забезпечує ізоляцію антигенних клітин сперматогенного епітелію від імунологічного апарату власного організму, захист і збереження клітин сперматогенного епітелію від впливу зовнішніх травмуючих факторів. Структурними компонентами гемато-тестикулярного бар'єра є: білкова оболонка яєчка, стінка капілярів яєчка, власна оболонка і підтримуючи клітини (клітини Сертолі) покручених сім’яних канальців.

## Аутоімунні реакції
Гемато-тестикулярний бар'єр може бути порушений в результаті травми або в результаті хірургічного втручання вазектомії. У результаті цього сперма потрапляє в кров і викликає аутоімунну реакцію імунної системи. Антитіла, які виробляються імунною системою, зв'язуються з різними антигенами на поверхні сперматозоїдів.